# 양곤 시청사

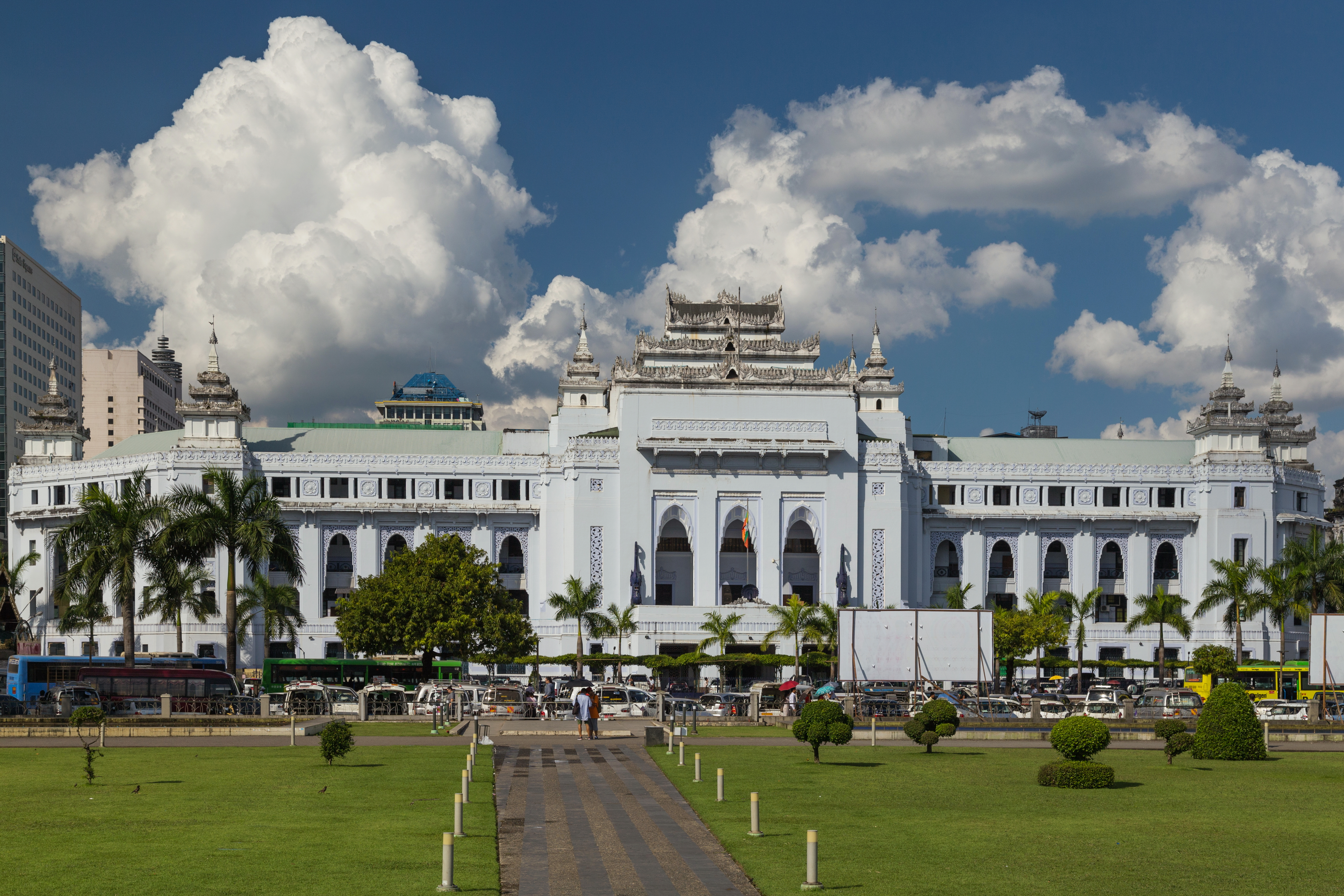
양곤 시청사

양곤 시청사(버마어: ရန်ကုန်မြို့တော်ခန်းမ)는 미얀마 양곤의 시청 건물이다. 1926년에 짓기 시작해서 1936년에 완공되었다.